# 저지 (영화)
져지(Jersey)는 고우탐 틴나누리(Gowtam Tinnanuri)가 각본과 감독을 맡은 2021년 12월 개봉 예정인 인도의 힌디어 스포츠 영화이다. 이 영화는 2019년 동명 텔루구어의 리메이크작이기도 하다. Shahid Kapoor가 Mrunal Thakur, Pankaj Kapur 등과 함께 출연한다. 이 영화는 Allu Aravind, Dil Raju, Suryadevara Naga Vamsi 및 Aman Gill등에 의해 제작되었다.
져지에 대한 공식 발표는 2019년 10월에 이루어졌으며 본 촬영은 2019년 12월 13일 찬디가르에서 시작되었다. 2020년 8월 28일에 극장 개봉될 예정이었으나 COVID-19 대유행으로 인해 제작이 지연되었다. 이 영화의 제작은 2020년 12월 14일에 마무리되었다. 2021년 12월 31일에 새해를 맞으며 극장 개봉될 예정이다.

## 개요
10년 전 크리켓 선수 생활을 그만둔 36세의 Arjun이 늦은 나이에 인도 크리켓팀에서 뛰기를 목표로 하는 것을 다룬다.

## 출연진
- 샤히드 카푸르  아르준 역
- 므루날 타쿠르 디아 역
- Ronit Kamra Ronit Kamra 카란 "키투" 역
- 판카즈 카푸르  코치 역

## 제작
텔루구어 영화 저지 (2019)의 리메이크 제작에 대한 사람들의 추측은 영화의 개봉 직후부터 시작되었다. 그 후 샤히드 카푸르가 리메이크작의 주연 배우로 섭외되고 슈라다 카푸르가 여주인공으로 고려되었다고 보도되었다.2019년 8월에는 칸나다인 배우 라슈미카 만다나가 이 영화를 통해 힌디어 영화에 데뷔한다는 것이 확정되었다. 영화의 출연진과 스태프에 대한 소식은 그해 10월 14일에 나온 공식 발표에 의해 확인됐다.
샤히드 카푸르는 2019년 11월 2일부터 크리켓 선수 역할을 준비하기 시작했다. 동월, 라슈미카 만다나가 그녀의 역할에서 제외되고 므루날 타쿠르에 의해 대체된다고 보도됐다. 샤히드의 아버지 판카즈 카푸르는 2019년 12월 14일 찬디가르에서 본 촬영이 시작되기 전 극 중 Murthy 코치 역할로 섭외되었다. 2020년 1월 촬영 중 샤히드 카푸르는 13바늘을 꿰매야 하는 상처를 입었지만 나중에는 회복되었다고 보도됐다.영화의 제작은 2020년 12월 14일에 마무리되었다.